# Biserica ucraineană „Înălțarea Sfintei Cruci” din Sighetu Marmației

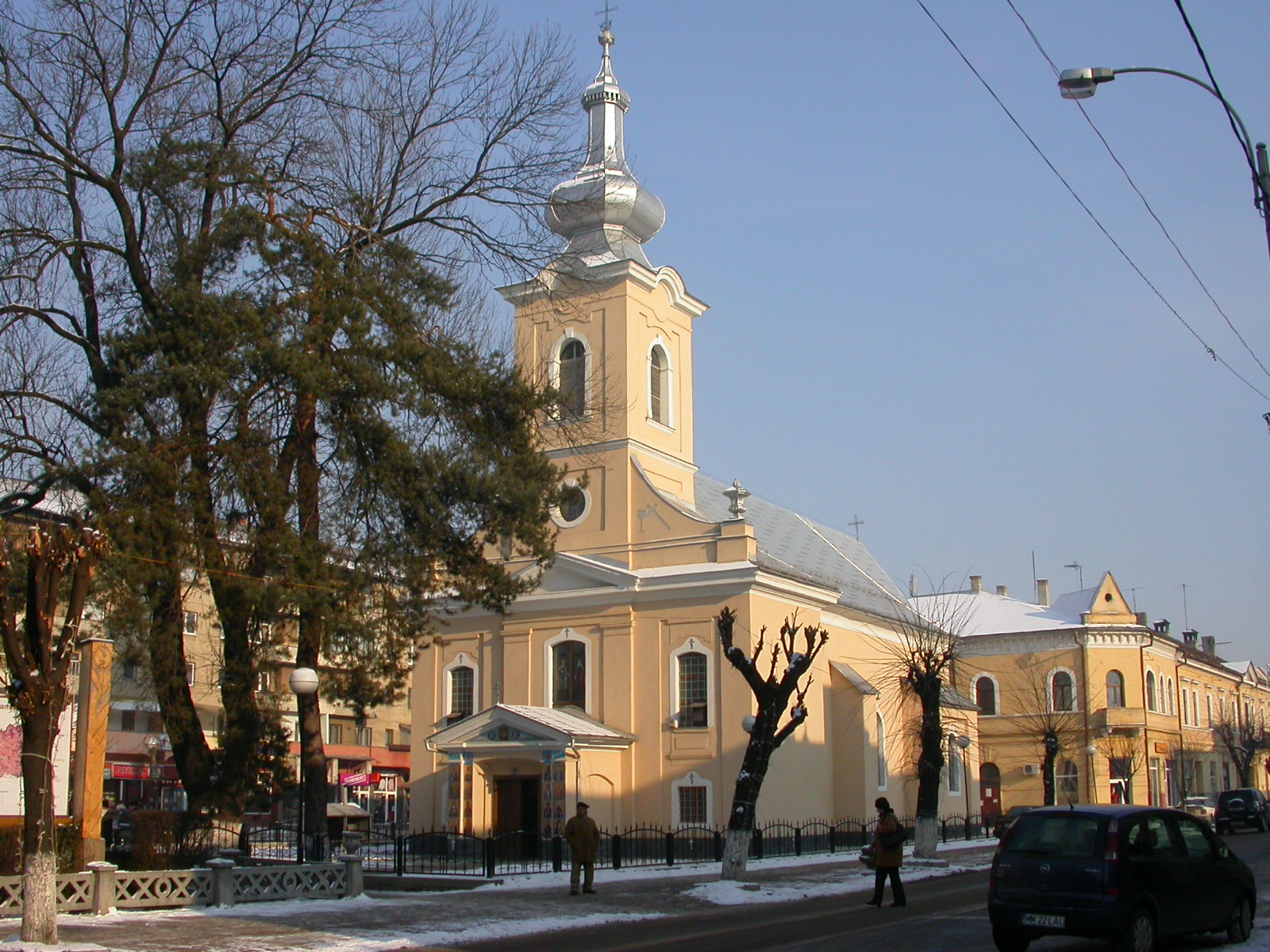
Biserica și zona învecinată în 2009

Biserica ucraineană „Înălțarea Sfintei Cruci” din Sighetu Marmației este un monument istoric aflat pe teritoriul municipiului Sighetu Marmației. În Repertoriul Arheologic Național, monumentul apare cu codul 106568.08.
Lăcașul a fost folosit inițial de toți credincioșii greco-catolici din Sighet. În anul 1861 comunitatea română unită s-a separat de cea ruteană și și-a construit propria biserică, Biserica Adormirea Maicii Domnului din Sighet.